# Hersilia aldabrensis
Hersilia aldabrensis là một loài nhện trong họ Hersiliidae.
Loài này thuộc chi Hersilia. Hersilia aldabrensis được miêu tả năm 2006 bởi Foord & Dippenaar-Schoeman.